# Tekkeköy, Akşehir
Tekkeköy là một xã thuộc huyện Akşehir, tỉnh Konya, Thổ Nhĩ Kỳ. Dân số thời điểm năm 2011 là 91 người.